# Linia kolejowa nr 941
Linia kolejowa nr 941 – pierwszorzędna, jednotorowa, zelektryfikowana linia kolejowa łącząca rejon NHE stacji technicznej Kraków Nowa Huta z posterunkiem odgałęźnym Kościelniki. Linia obejmuje tor 1001 na danej stacji.
Linia umożliwia bezkolizyjny przejazd pociągów z kierunku rejonu NHE stacji Kraków Nowa Huta w stronę Podłęża.